# Penescosta
Penescosta é um género de gastrópode  da família Charopidae.
Este género contém as seguintes espécies:
- Penescosta mathewsi
- Penescosta sororcula